# アントクアリウム
アントクアリウム（antquarium）は、イタリアのGLOBUS社が作ったアリの飼育セットである。透明プラスチックのケースに透明のジェルが入っており、そのジェルはアリの餌となり水分となり巣を作る土となり得る特殊なジェルである。ケースの中に数匹のアリを入れることで、普段見られないアリの巣の巣の形と蟻が巣を作る様子を見られる製品である。